# شارة شباب هتلر

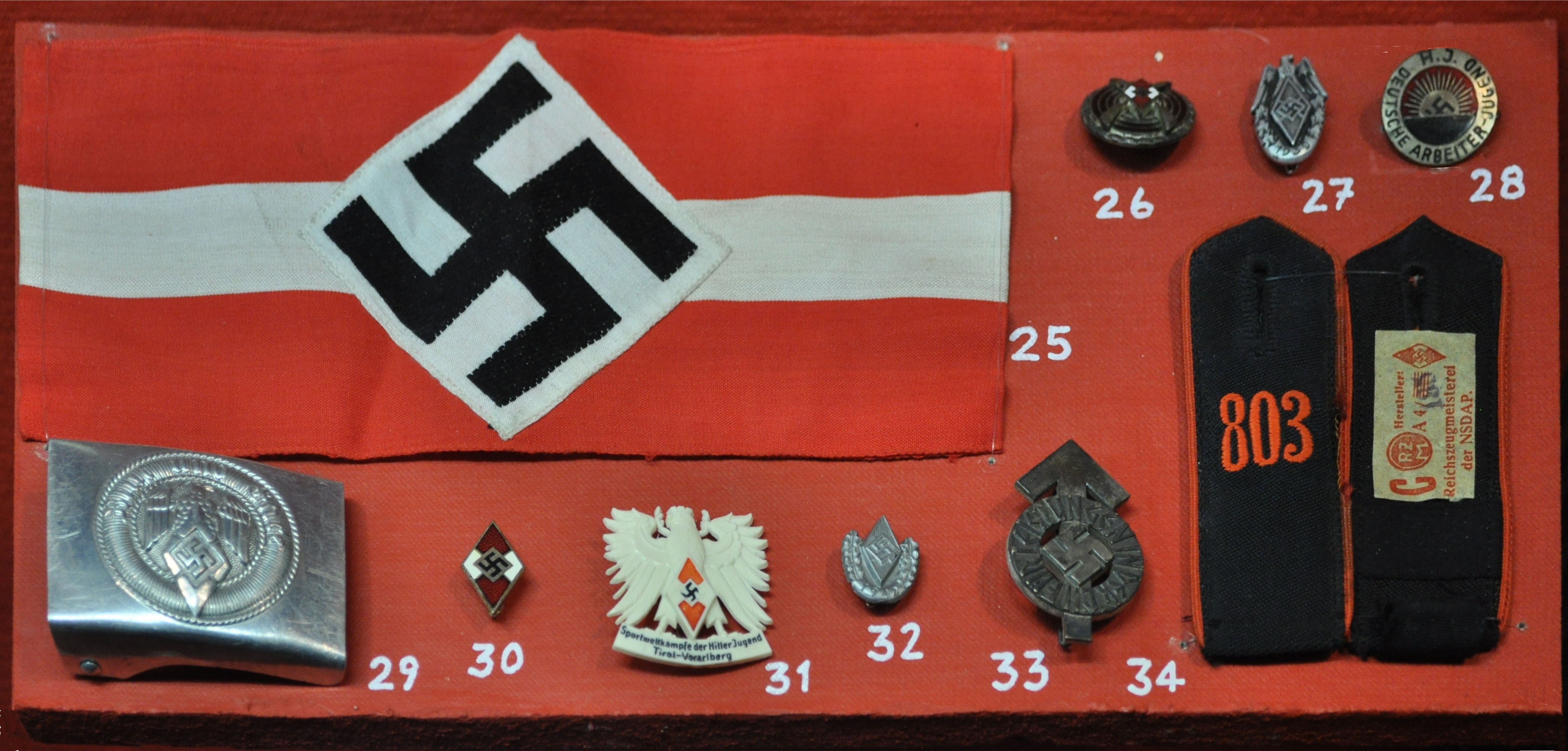
العناصر والديكورات الموحدة لشباب هتلر

شارة شباب هتلر زخرفة سياسية لألمانيا النازية، مُنحت لدرجات مختلفة من الخدمة لشباب هتلر. تم إنشاء الشارة لأول مرة في عام 1929 ، مع لوائح رسمية للعرض كديكور رسمي في عام 1933.

## الدرجات والجوائز
كانت هناك ثلاث درجات لشارة شباب هتلر:
- شارة شباب هتلر
- شارة شباب هتلر الذهبية
- شارة شباب هتلر الذهبية مع أوراق البلوط

حصل معظم قادة البالغين من شباب هتلر، ولا سيما أولئك الذين يحملون رتبة Bannführer وما فوق، تلقائيًا على شارة هتلر للشباب. كما تم منح الشارة في كثير من الأحيان لأعضاء شوتزشتافل الذين لديهم بعض الصلة بشباب هتلر. تم منح درجة خاصة من شارة شباب هتلر، والمعروفة باسم "شارة شباب هتلر للأجانب المتميزين"، لتقديمها للمواطنين غير الألمان الذين استفادوا من أهداف شباب هتلر.

## المتلقين الأكثر أهمية
- ارتور اكسمان
- جوتلوب برجر
- فريتز براخت (شارة شباب هتلر الذهبية مع أوكليف) ، 1941 [2]
- هاينريش هيملر
- أدولف هتلر
- فريدريش راينر (Golden Youth Hitler Youth Badge with Oakleaves) [3]
- بالدور فون شيراخ
- ألبرت شبير